# Богдан Левандовські
Богдан Левандовські (29 червня 1926, Остроленка — 25 березня 2013) — польський дипломат. Постійний представник Польщі при Організації Об'єднаних Націй у Нью-Йорку (1960—1966). Заступник генерального секретаря ООН Курта Вальдхайма (1972—1983).

## Життєпис
Народився 29 червня 1926 року в місті Остроленка, у сім'ї учителя. Випускник Баторійської школи, ще в підпіллі отримав атестат зрілості. Він і його брат стали жертвами облави, але їм вдалося втекти з перевізного табору. Кінець війни застав його молодим робітником на лісопильні в Брвінові під Варшавою. Він швидко вивчав іноземні мови, з відповідним соціальним походженням і так само відповідним ідеологічним настроєм, він був зарахований стажером до повоєнного Міністерства закордонних справ Польщі.
У 1945—1948 рр. був членом Польської робітничої партії, з 1948 р. належав до Польської об'єднаної робітничої партії. У 1946 році працював у консульстві Польської Народної Республіки в Пітсбурзі, потім — консульським аташе в посольстві у Вашингтоні. Після повернення до Міністерства закордонних справ спеціалізувався на британських та американських питаннях. Працював у Міністерстві закордонних справ за міністра Адама Рапацького, він пропагував план Рапацького з роззброєння на міжнародному форумі. Після березневих подій 1968 р. разом із Рапацьким звільнився з роботи і став радником із закордонних справ ЦК Польської об'єднаної робітничої партії. Після відходу Владислава Гомулка від влади його призначили генеральним директором Міністерства закордонних справ. У 1972—1983 рр. був заступником генерального секретаря ООН Курта Вальдхайма.
17 грудня 1981 року Богдан Левандовський у контакті з віцепрем'єрміністром Польської Народної Республіки Мечиславом Раковським за ініціативою радника президента США Річарда Пайпса зустрівся у Ватикані з Папою Іваном Павлом ІІ. Метою зустрічі було надати Івану Павлу ІІ та західним політикам інформацію про ситуацію в Польщі після введення воєнного стану. Результатом цього став лист Івана Павла II до Войцеха Ярузельського від 18 грудня 1981 року, в якому Папа закликав «повернутися до методів мирного діалогу» та «припинити воєнний стан». Після переговорів за круглим столом він став членом Громадського комітету Леха Валенси.